# Родиола четырёхнадрезанная
Родиола четырёхнадрезанная, или четырёхчленная, или четырёхлепестная, или четырёхраздельная (лат. Rhodiola quadrifida), — вид травянистых растений рода Родиола (Rhodiola) семейства Толстянковые (Crassulaceae).

## Ботаническое описание
Многолетнее травянистое растение. Корневище короткое. Корень толстый, длинный, поперечно-морщинистый, на верхушке часто многоглавый. Стебли многочисленные, тонкие. Листья линейные, мясистые, цельнокрайные.
Соцветие верхушечное, щитковидное, из 3—5 цветков. Цветки 4 (5)-мерные. Плод — бурая или тёмно-красная листовка. Семена продолговатые, бурые или коричневые.

## Хозяйственное значение и применение
Корневища с корнями применяются в народной медицине в качестве тонизирующего и стимулирующего средства.

## Охрана
Вид включён в красные книги Республики Алтай (охраняется в Алтайском заповеднике), Республики Саха (Якутии) (заказник «Большое Токко»), Забайкальского края (Сохондинский заповедник), Иркутской области (Витимский и Байкало-Ленский заповедники), Магаданской области, Свердловской области (заповедник «Денежкин Камень», памятник природы «Горный массив Серебрянский крест»).